# Nikotinski obliž
Nikotinski obliž je transdermalni obliž, ki vsebuje nikotin; le-ta se absorbira skozi kožo in prehaja v sistemski krvni obtok. Kot oblika nikotinskega nadomestnega zdravljenja se uporablja z namenom odvajanja od uporabe tobačnih izdelkov (na primer kajenja cigaret). Z dovajanjem nikotina v telo se namreč zmanjšata posameznikova želja oziroma hlepenje (angl. craving) po uporabi tobačnih izdelkov in izraženost simptomov odtegnitve. Iz nikotinskega obliža se nikotin izloča postopoma, medtem ko je sproščanje pri drugih oblikah takojšnje. Posledično je odmerjanje pri obližu enostavnejše; običajno ga uporabnik namesti na kožo enkrat dnevno in nikotin se skozi kožo absorbira postopoma čez ves dan. Sodelovalnost uporabnikov je zato lažja kot pri oblikah s takojšnjim sproščanjem, ki zahtevajo večkratno in zapletenejše odmerjanje. Na trgu so nikotinski obliži z različnimi odmerki nikotina; ustrezen odmerek je odvisen od stopnje zasvojenosti uporabnika (oziroma od dnevnega števila pokajenih cigaret).
Zdravila za nikotinsko nadomestno zdravljenje, med katere spadajo nikotinski obliži, so uvrščena na seznam osnovnih zdravil Svetovne zdravstvene organizacije, ki zajema najpomembnejša učinkovita in varna zdravila, potrebna za zagotavljanje osnovne zdravstvene oskrbe.

## Uporaba

### Aplikacija
Nikotinski obliž se namesti na čisto, suho kožo na zgornjem predelu telesa. Običajna mesta za nanos so zgornji del prsnega koša, zgornji del roke, rama, zgornji del hrbta ali notranji predel roke.
Obliž ostane nameščen na koži običajno 16 do 24 ur; nekaj ur pred spanjem ga uporabnik lahko odstrani, če se med spanjem pojavljajo žive, neprijetne sanje.

### Odmerjanje
Obstajajo nikotinski obliži z različnimi dnevnimi odmerki nikotina, od 5 mg do 52,5 mg. Odmerek na začetku zdravljenja je odvisen od stopnje zasvojenosti posameznika; hudo zasvojeni kadilci lahko začnejo na primer z dnevnim odmerkom 25 mg. Po nekaj tednih se priporoča, da se odmerek zmanjša. Z zmanjševanjem odmerka po stopnjah se priporoča, da se naposled uporaba preneha.

## Varnost
Raziskava, objavljena leta 2015, je pokazala, da so najpogostejši neželeni učinki ob uporabi nikotinskih obližev kašelj, glavobol, slabost, omotica, nespečnost, neprijetne sanje, znojenje, solzenje, zadihanost in draženje kože na mestu aplikacije. Redkeje so uporabniki obližev poročali o driski, občutku omedlevice, hladnem občutku v okončinah, bruhanju in razbijanju srca.